# Bruges-Capbis-Mifaget
Pour les articles homonymes, voir Bruges, Capbis et Mifaget.
Bruges-Capbis-Mifaget (prononcé [bʁyʒ kabis mifaʒɛ] ; en béarnais Brutges-Capbís-Mieihaget ou Brùdjẹs-Capbis-Mihagét) est une commune française, située dans le département des Pyrénées-Atlantiques en région Nouvelle-Aquitaine.
Le gentilé de la commune est Brugeois.Les habitants de Bruges sont les Brugeois, ceux de Capbis sont les Capbisois et ceux de Mifaget sont les Mifagétois.

## Géographie

### Localisation
La commune de Bruges-Capbis-Mifaget se trouve dans le département des Pyrénées-Atlantiques, en région Nouvelle-Aquitaine.
Elle se situe à 30 km par la route de Pau, préfecture du département, et à 9 km de Nay, bureau centralisateur du canton d'Ouzom, Gave et Rives du Neez dont dépend la commune depuis 2015 pour les élections départementales. 
La commune fait en outre partie du bassin de vie de Pau.
Les communes les plus proches sont : 
Lys (4,0 km), Asson (4,2 km), Haut-de-Bosdarros (5,5 km), Arthez-d'Asson (5,9 km), Nay (6,7 km), Igon (6,8 km), Coarraze (7,6 km), Lestelle-Bétharram (7,6 km).
Sur le plan historique et culturel, Bruges-Capbis-Mifaget fait partie de la province du Béarn, qui fut également un État et qui présente une unité historique et culturelle à laquelle s’oppose une diversité frappante de paysages au relief tourmenté.

### Communes limitrophes
Les communes limitrophes sont  Arros-de-Nay, Arthez-d'Asson, Asson, Haut-de-Bosdarros, Louvie-Juzon et Lys.
|              | Haut-de-Bosdarros     | Arros-de-Nay   |
| Lys          | Bruges-Capbis-Mifaget | Asson          |
| Louvie-Juzon | Asson                 | Arthez-d'Asson |

### Relief
Le territoire de la commune de Bruges-Capbis-Mifaget, d'une superficie de 16,55 km2, présente un relief vallonné au pied des premiers contreforts de la chaîne pyrénéenne. Les altitudes varient de 277 à 473 mètres.

### Hydrographie

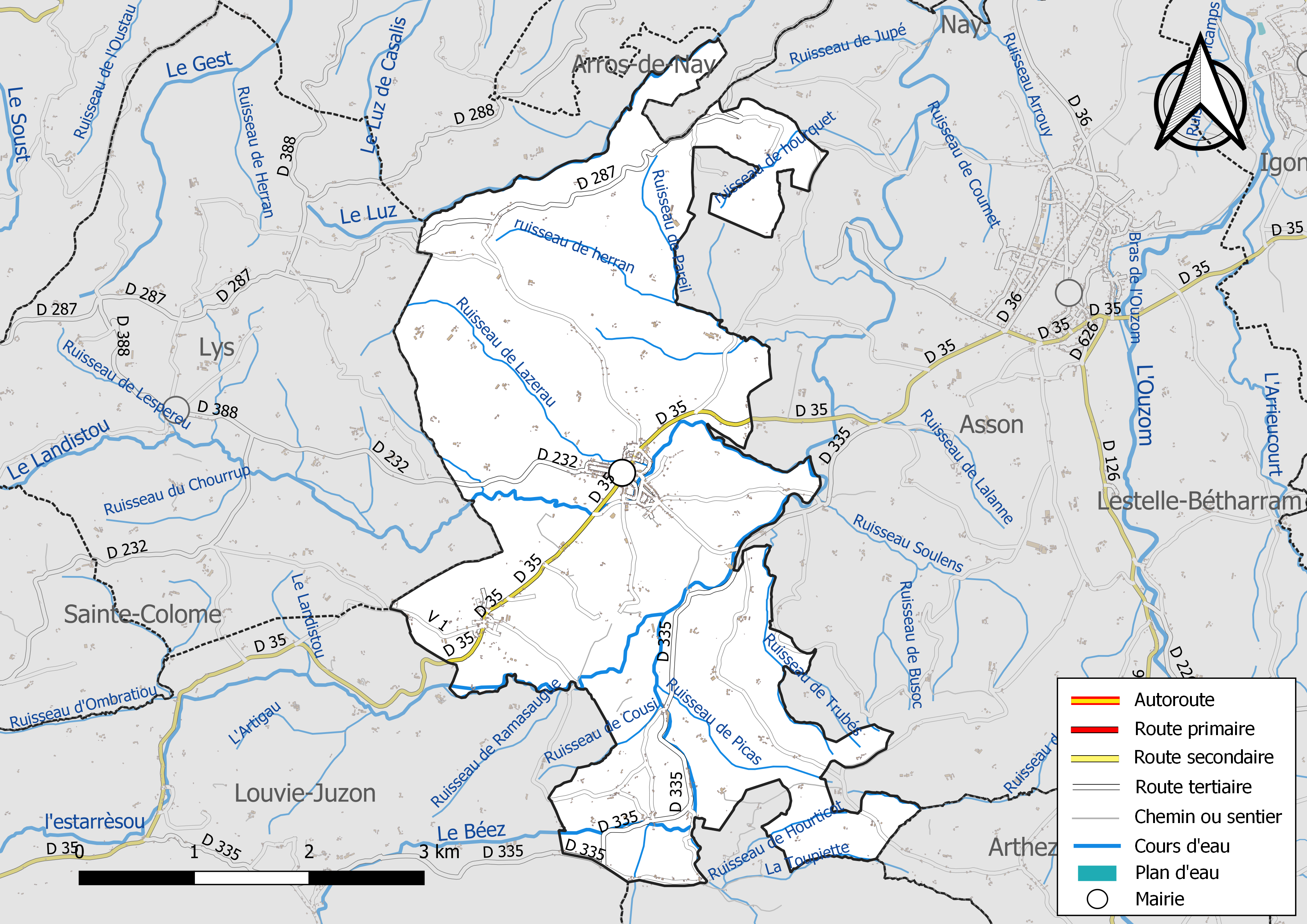
Réseaux hydrographique et routier de Bruges-Capbis-Mifaget.

La rivière principale, le Béez prend sa source à Capbis sous la forme d’une résurgence et se jette dans le gave de Pau en amont du bourg de Nay. Le Béez est alimenté sur la commune par de nombreux affluents (d’amont en aval) : les ruisseaux de la Toupiette (+ de Hourticot), le Baset, de Cousi, de Picas, le Lestarrès, de Trubès (+ de Marlies), le Landistou (+ l’Arrec et de Bonnasserre) et enfin les ruisseaux de Herran (+ de Taillades et de Pareil)  et de Mourté. Bien d’autres rus dont la longueur est moins significative (moins de 1 km) ne sont pas cités. Marquant la limite nord de la commune avec celle de Haut de Bosdarros, la rivière le Luz, affluent du gave de Pau, prend sa source à Bruges, à l’extrême nord-ouest du lieu-dit le Boala.

### Climat
Pour des articles plus généraux, voir Climat de la Nouvelle-Aquitaine et Climat des Pyrénées-Atlantiques.
Historiquement, la commune est exposée à un climat de montagne.  
En 2020, Météo-France publie une typologie des climats de la France métropolitaine dans laquelle la commune est toujours exposée à un climat de montagne et est dans la région climatique Pyrénées atlantiques, caractérisée par une pluviométrie élevée (>1 200 mm/an) en toutes saisons, des hivers très doux (7,5 °C en plaine) et des vents faibles.
Pour la période 1971-2000, la température annuelle moyenne est de 12,7 °C, avec une amplitude thermique annuelle de 13,5 °C. Le cumul annuel moyen de précipitations est de 1 239 mm, avec 11,1 jours de précipitations en janvier et 9,1 jours en juillet. Pour la période 1991-2020, la température moyenne annuelle observée sur la station météorologique la plus proche, située sur la commune d'Asson à 4 km à vol d'oiseau, est de 13,2 °C et le cumul annuel moyen de précipitations est de 1 376,5 mm,. Pour l'avenir, les paramètres climatiques de la commune estimés pour 2050 selon différents scénarios d’émission de gaz à effet de serre sont consultables sur un site dédié publié par Météo-France en novembre 2022.

### Milieux naturels et biodiversité

#### Réseau Natura 2000
Le réseau Natura 2000 est un réseau écologique européen de sites naturels d'intérêt écologique élaboré à partir des Directives « Habitats » et « Oiseaux », constitué de zones spéciales de conservation (ZSC) et de zones de protection spéciale (ZPS).
Un site Natura 2000 a été défini sur la commune au titre de la « directive Habitats » : le « gave de Pau », d'une superficie de 8 194 ha, un vaste réseau hydrographique avec un système de saligues encore vivace,.

## Urbanisme

### Typologie
Au 1er janvier 2024, Bruges-Capbis-Mifaget est catégorisée commune rurale à habitat dispersé, selon la nouvelle grille communale de densité à sept niveaux définie par l'Insee en 2022.
Elle est située hors unité urbaine. Par ailleurs la commune fait partie de l'aire d'attraction de Pau, dont elle est une commune de la couronne,. Cette aire, qui regroupe 227 communes, est catégorisée dans les aires de 200 000 à moins de 700 000 habitants,.

### Occupation des sols

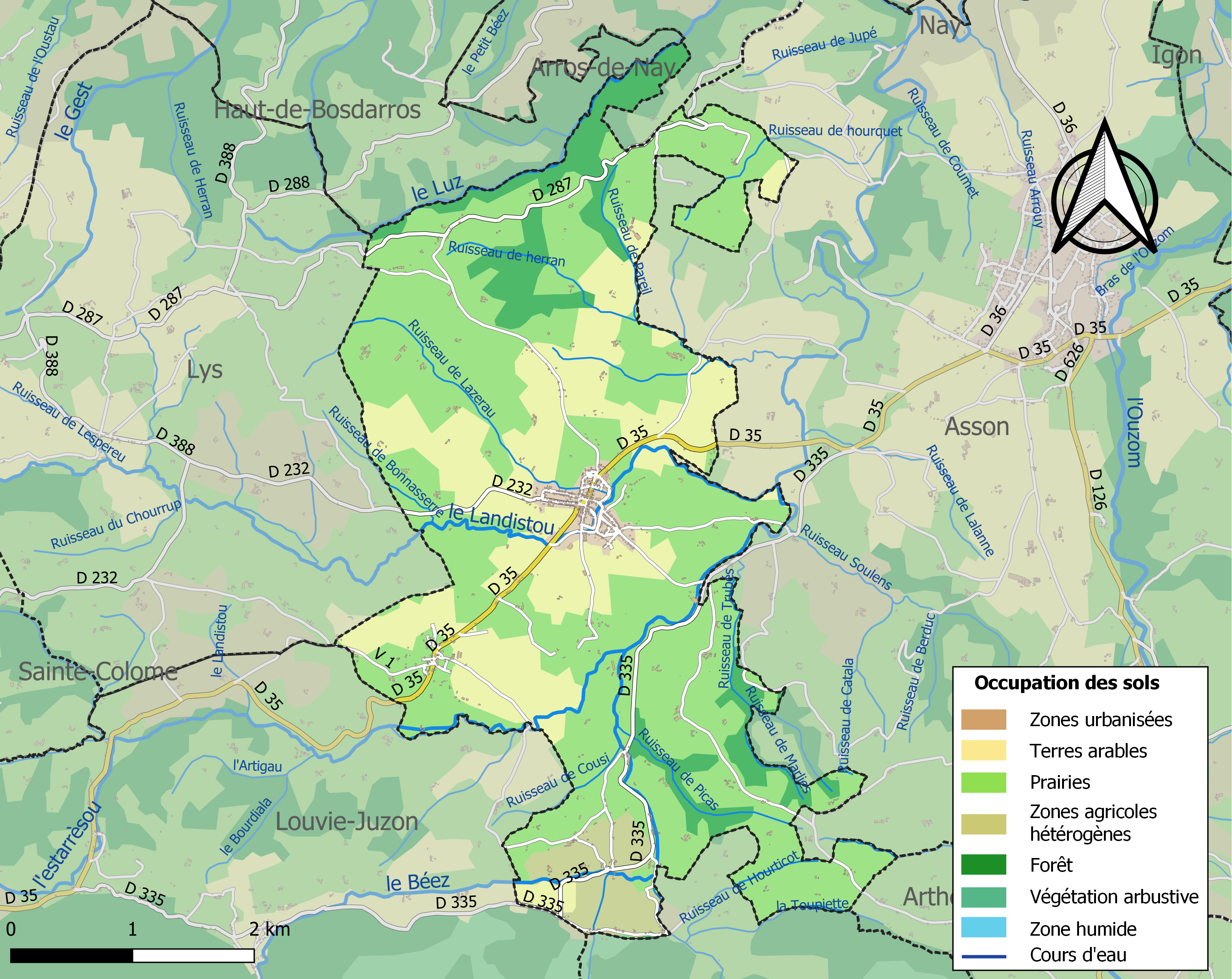
Carte des infrastructures et de l'occupation des sols de la commune en 2018 (CLC).

L'occupation des sols de la commune, telle qu'elle ressort de la base de données européenne d’occupation biophysique des sols Corine Land Cover (CLC), est marquée par l'importance des territoires agricoles (88,7 % en 2018), une proportion sensiblement équivalente à celle de 1990 (88,8 %). La répartition détaillée en 2018 est la suivante : 
prairies (60,6 %), terres arables (24 %), forêts (9,3 %), zones agricoles hétérogènes (4,1 %), zones urbanisées (2 %). L'évolution de l’occupation des sols de la commune et de ses infrastructures peut être observée sur les différentes représentations cartographiques du territoire : la carte de Cassini (XVIIIe siècle), la carte d'état-major (1820-1866) et les cartes ou photos aériennes de l'IGN pour la période actuelle (1950 à aujourd'hui).

### Lieux-dits et hameaux
- Bruges ;
- Capbis ;
- Mifaget ;

### Voies de communication et transports
Bruges-Capbis-Mifaget est desservie par les routes départementales 35, 232, 287 et 335.

### Risques majeurs
Le territoire de la commune de Bruges-Capbis-Mifaget est vulnérable à différents aléas naturels : météorologiques (tempête, orage, neige, grand froid, canicule ou sécheresse), inondations, feux de forêts et séisme (sismicité moyenne). Un site publié par le BRGM permet d'évaluer simplement et rapidement les risques d'un bien localisé soit par son adresse soit par le numéro de sa parcelle.
Certaines parties du territoire communal sont susceptibles d’être affectées par le risque d’inondation par une crue torrentielle ou à montée rapide de cours d'eau, notamment l'Estarrèsou, le Béez, le Landistou et le Luz. La commune a été reconnue en état de catastrophe naturelle au titre des dommages causés par les inondations et coulées de boue survenues en 1982, 1997, 2007 et 2009,.
Bruges-Capbis-Mifaget est exposée au risque de feu de forêt. En 2020, le premier plan de protection des forêts contre les incendies (PDPFCI) a été adopté pour la période 2020-2030. La réglementation des usages du feu à l’air libre et les obligations légales de débroussaillement dans le département des Pyrénées-Atlantiques font l'objet d'une consultation de public ouverte du 16 septembre au 7 octobre 2022,.

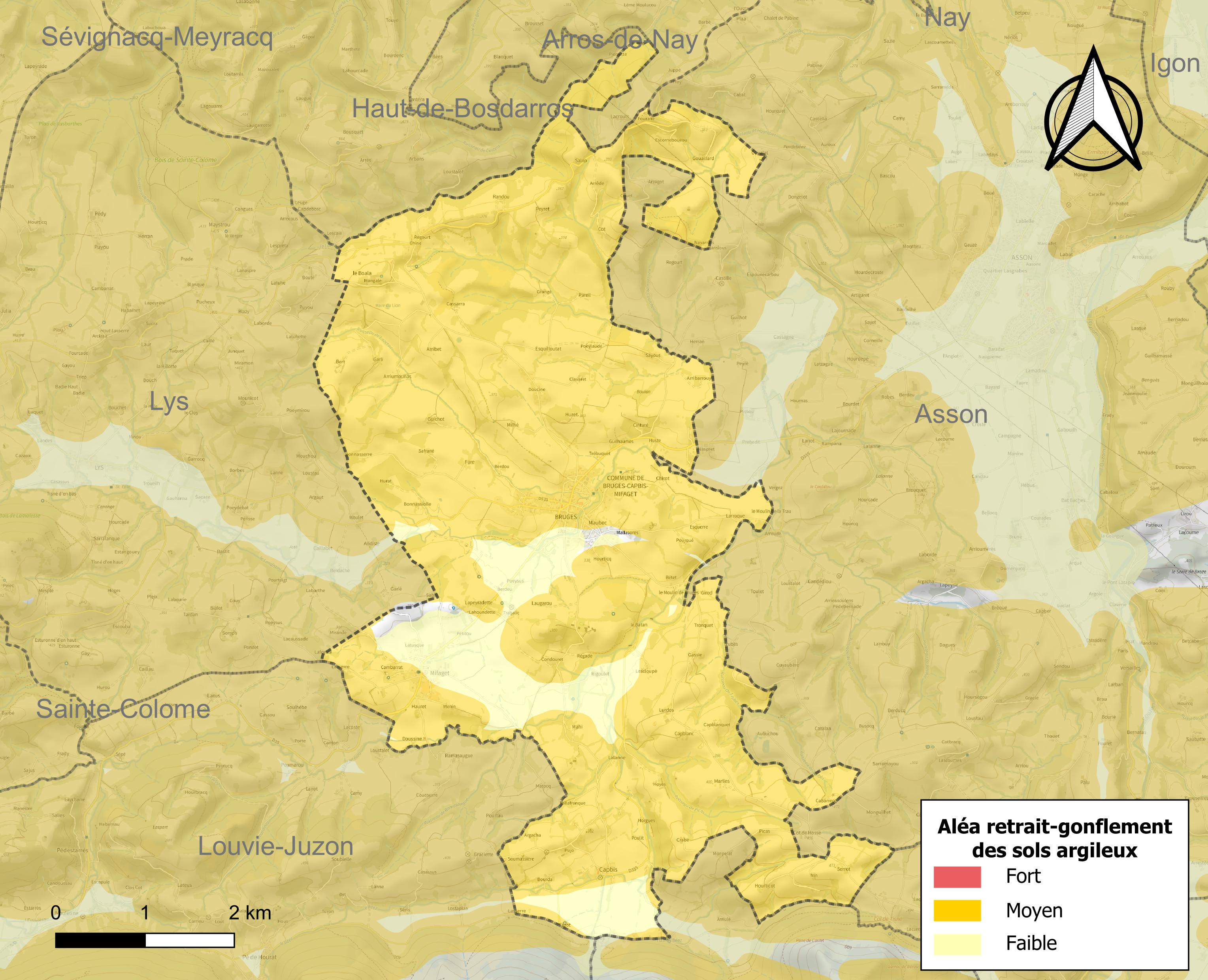
Carte des zones d'aléa retrait-gonflement des sols argileux de Bruges-Capbis-Mifaget.

Le retrait-gonflement des sols argileux est susceptible d'engendrer des dommages importants aux bâtiments en cas d’alternance de périodes de sécheresse et de pluie. 88,9 % de la superficie communale est en aléa moyen ou fort (59 % au niveau départemental et 48,5 % au niveau national). Depuis le 1er octobre 2020, en application de la loi ELAN, différentes contraintes s'imposent aux vendeurs, maîtres d'ouvrages ou constructeurs de biens situés dans une zone classée en aléa moyen ou fort,.

## Toponymie
Le toponyme Bruges apparaît sous les formes 
Brutges (1360, titres de Bruges) et 
Brudges (1580, titres de Béarn).
Le toponyme Capbis apparaît sous les formes 
Cabbis (XIIe siècle, d'après Pierre de Marca), 
Grangia Capbisii (1235, réformation de Béarn), 
L'espitau de Capbiis (1385, censier de Béarn) et 
La cappere et grange apperat de Nostre Dame de Capbiis (1536, réformation de Béarn).
Le toponyme Mifaget apparaît sous les formes 
Medium-Faget (1100, titres de Mifaget), 
Faied (XIIe siècle, cartulaire de Lescar), 
Medius-Fagetus (1257, collection Duchesne volume XCIX), 
Mieyfaget (1287, contrats de Barrère, 
l'espitau de Mieyfayet (1385, censier de Béarn), 
Myfaget et Mieyhaget (respectivement 1538 et 1675, réformation de Béarn), 
Saint-Michel de Mieyhaget (1678, insinuations du diocèse d'Oloron) et 
Mi Faget (1793 ou an II).
Le nom béarnais de la commune est Brutges-Capbís-Mieihaget ou Brùdjẹs-Capbis-Mihagét.

## Histoire
- Capbis et Mifaget ont  leurs racines au début du XIIe siècle. Le vicomte du Béarn Gaston IV le Croisé y créa, sous l’autorité d’ordres monastiques, des petits points de peuplement et de refuge pour les pèlerins de Saint-Jacques-de-Compostelle. La « grange » de Capbis dépendait des Bénédictins de l'abbaye de Sauvelade, près de Navarrenx. La commanderie et l’hôpital de Mifaget[30] dépendaient des Augustins de l'abbaye de Sainte-Christine du Somport.
- En 1357 : fondation de la bastide de Bruges par Bertrand de Pujols, lieutenant général de Gaston Fébus, vicomte de Foix Béarn. Le nom de Bruges provient vraisemblablement de la ville flamande de Bruges où Gaston Fébus séjourna la même année, avant de s'embarquer et participer en Prusse à une croisade  avec les Chevaliers Teutoniques[43].
- En 1385[30], le dénombrement général des feux de la vicomté  précise que Bruges, qui dépendait alors du bailliage de Nay, comptait cinquante-deux feux, (dont, inclus, trois à Capbis) et que Mifaget comptait trois feux.
- Pendant plusieurs siècles, agriculture, pastoralisme et artisanat constituent l'essentiel de l'activité économique, émaillée de nombreux conflits de territoire pour l'utilisation de terres communes, appelées les "herms", entre Bruges, Asson, Louvie-Juzon et Capbis[44].
- Au XIXe siècle (1835 et 1855): près de 150 personnes décèdent à Bruges lors des deux importantes épidémies de choléra qui touchent le canton en 1835 et surtout en 1855 où on note le décès de très jeunes enfants (ref. registre d'état civil)
- À la fin du XIXe siècle : Bruges connait un épisode industriel de fabrication de sandales qui prend de l’importance, au XXe siècle, entre les deux guerres. Trois usines et de nombreux petits fabricants indépendants emploient une main d’œuvre qualifiée, réputée et très nombreuse. Cette filière disparait définitivement à la fin des années 1960.
- Le 1er janvier 1973, les trois communes voisines, Bruges, Capbis et Mifaget, fusionnent pour former la nouvelle commune de Bruges-Capbis-Mifaget sous l'égide de la loi "Marcelin"[45].

## Héraldique
| Blason | Blasonnement : D’or à une vache passante et contournée de gueules, accollée, accornée et clarinée d'azur, sortant d'un bois de haute futaie de sinople. |

## Politique et administration
Les communes de Bruges, Capbis et Mifaget ont fusionné par association le 1er janvier 1973, sous l’égide de la loi Marcellin de 1971, pour former la commune de Bruges-Capbis-Mifaget. Chaque commune associée avait, jusqu’en 2014, une section électorale qui élisait ses conseillers municipaux (douze à Bruges, un à Capbis et deux à Mifaget). Depuis la mise en application de la loi n° 2013 – 403 du 17 mai 2013, une liste électorale unique de quinze candidats est proposée dès 2014 aux électeurs des trois communes associées avec pour conséquence directe une représentation possiblement différente qu’auparavant. Le conseil municipal ainsi formé, élit le maire de la commune de Bruges-Capbis-Mifaget ainsi que les maires délégués de Capbis et de Mifaget. Chaque maire garde dans sa commune associée ses fonctions en matière d’état-civil et de police.
| Période                                  | Période  | Identité                 | Étiquette    | Qualité                                                                |
| ---------------------------------------- | -------- | ------------------------ | ------------ | ---------------------------------------------------------------------- |
| 1973                                     | 1983     | Jean Condou              | Centre droit |                                                                        |
| 1983                                     | 2001     | Michel Maton             | DVD          |                                                                        |
| 2001                                     | 2014     | Xavier de Canet          | DVD          |                                                                        |
| 2014                                     | 2016     | Laurent Aubuchou-Aurouix | UMP          | Ancien maire d'Asson, ancien conseiller général du canton de Nay-Ouest |
| 2016                                     | En cours | François Lescloupé       | DVD          |                                                                        |
| Les données manquantes sont à compléter. |          |                          |              |                                                                        |

### Intercommunalité
Bruges-Capbis-Mifaget appartient à cinq structures intercommunales :
- la communauté de communes du Pays de Nay ;
- le syndicat d'eau potable et d’assainissement du Pays de Nay (SEAPAN) ;
- le syndicat d’énergie des Pyrénées-Atlantiques ;
- le syndicat de la perception d'Arudy ;
- le syndicat mixte du bassin du gave de Pau.

## Population et société

### Démographie
L'évolution du nombre d'habitants est connue à travers les recensements de la population effectués dans la commune depuis 1793. Pour les communes de moins de 10 000 habitants, une enquête de recensement portant sur toute la population est réalisée tous les cinq ans, les populations de référence des années intermédiaires étant quant à elles estimées par interpolation ou extrapolation. Pour la commune, le premier recensement exhaustif entrant dans le cadre du nouveau dispositif a été réalisé en 2005.

En 2022, la commune comptait 850 habitants, en évolution de −5,56 % par rapport à 2016 (Pyrénées-Atlantiques : +3,78 %, France hors Mayotte : +2,11 %).
| 1793  | 1800  | 1806  | 1821  | 1831  | 1836  | 1841  | 1846  | 1851  |
| ----- | ----- | ----- | ----- | ----- | ----- | ----- | ----- | ----- |
| 1 650 | 1 441 | 1 501 | 1 774 | 1 849 | 1 782 | 1 784 | 1 771 | 1 720 |

| 1856  | 1861  | 1866  | 1872  | 1876  | 1881  | 1886  | 1891  | 1896  |
| ----- | ----- | ----- | ----- | ----- | ----- | ----- | ----- | ----- |
| 1 557 | 1 580 | 1 671 | 1 568 | 1 613 | 1 574 | 1 630 | 1 723 | 1 678 |

| 1901  | 1906  | 1911  | 1921  | 1926  | 1931  | 1936 | 1946 | 1954 |
| ----- | ----- | ----- | ----- | ----- | ----- | ---- | ---- | ---- |
| 1 583 | 1 529 | 1 438 | 1 123 | 1 100 | 1 050 | 970  | 937  | 859  |

| 1962 | 1968 | 1975 | 1982 | 1990 | 1999 | 2005 | 2006 | 2010 |
| ---- | ---- | ---- | ---- | ---- | ---- | ---- | ---- | ---- |
| 779  | 722  | 850  | 827  | 833  | 915  | 874  | 867  | 945  |

| 2015 | 2020 | 2022 | - | - | - | - | - | - |
| ---- | ---- | ---- | - | - | - | - | - | - |
| 901  | 862  | 850  | - | - | - | - | - | - |

Nota: les recensements jusqu'à 1968 concernent la seule commune de Bruges; le recensement de 1975 et les suivants concernent la commune de Bruges-Capbis-Mifaget.
Bruges-Capbis-Mifaget fait partie de l'aire d'attraction de Pau.

## Économie
La commune fait partie de la zone d'appellation de l'ossau-iraty.

## Culture locale et patrimoine
Les habitants de Bruges étaient surnommés los pelacas (prononcer en français lous pélacas 'pêle-chiens') parce que, dit-on, certains d'entre eux avaient pris l'habitude, pendant les périodes de disette, de faire subir aux chiens le même sort qu'aux porcs. Une autre version dit que les Brugeois tuaient des porcs si maigres qu'ils ressemblaient à des chiens, ce dont les voisins d'Asson, peut-être plus riches, se moquaient. Les habitants de Capbis étaient surnommés los clabetos", prononcez en français, "lous clabétous parce qu'ils avaient développé dès le XVIIe siècle, une activité artisanale de fabrication de clous en fer forgé.

### Patrimoine civil
- Bastide de Bruges ;
- le quartier Maubec avec deux anciennes (XVIIe siècle) maisons de Cagot ;
- nombreuses grandes maisons de ferme typiques du piémont béarnais avec un escalier au centre et une porte d'entrée surmontée d'un linteau très travaillé.

### Patrimoine religieux
L’église Saint-Martin de Bruges inscrite partiellement aux monuments historiques, date du XVe siècle. Elle recèle un guéridon, 
classé, du début du XVIIIe siècle.
L'église Notre-Dame de Capbis, possède des éléments provenant du XIIe siècle.
L'église Saint-Michel de Mifaget, possède une crypte du  XIIIe siècle.

### Patrimoine environnemental
Héritage de la charte de fondation de la bastide de Bruges d'une part et de la création de l'abbaye de Sauvelade et de sa grange de Capbis d'autre part, la commune  de Bruges-Capbis-Mifaget détient des droits d'usage en matière de pacage pour les troupeaux et d'affouage sur des montagnes (environ 34 km2) attenantes à son territoire, et cadastrées sur les territoires des communes voisines d'Asson, Louvie-Juzon et Castet. Constituées de forêts et de pâturages, ces montagnes culminent à 1 580 mètres au pic de Monbula et 1 540 mètres au pic de Merdanson

## Équipements

### Éducation et sports
La commune de Bruges-Capbis-Mifaget dispose, à Bruges, d'une école primaire, d'une école maternelle avec garderie et cantine, d'une salle des sports.

## Personnalités liées à la commune
- Albert Saléza, artiste lyrique, 1867-1916 ;
- Jean-Baptiste Laborde, curé de Bruges, historien béarnais, 1878-1963 ;
- Jean-Marie Soutou, diplomate, président de la Croix rouge française, 1912-2003.
- Henri Guérin, peintre-verrier, 1929-2009.

## Pour approfondir